# Erik Mayrink
Erik Mayrink (Juiz de Fora, 1 de Setembro de 1995) é um piloto de automobilismo brasileiro.

## Carreira

### Kart
Iniciou sua carreira de piloto aos 6 anos de idade. Entre 2002 e 2015 disputou dezenas de campeonatos nacionais kart nas categorias Cadete, Junior Menor, Junior, Graduados e Shifter.
Erik já foi campeão das 500 Milhas de Kart, realizadas no Kartódromo Internacional Granja Viana. A competição é o maior evento do kartismo nacional e costuma contar com mais de 250 pilotos profissionais.

### Campeonato Paulista de Marcas
Em 2016 fez sua estreia nas categorias de turismo através do Campeonato Paulista de Marcas, pilotando um Chevrolet Celta com motor GM 1.6L de 160cv, câmbio manual e tração dianteira da equipe Arias Motorsport. Disputou no que era, na época, o maior grid do Brasil, com uma média de 40 carros por etapa, divididos em mais de 10 montadoras diferentes e 3 divisões. 
Erik se consagrou o campeão antecipado da categoria com um total de 5 vitórias e 17 pódios dentre as 18 provas disputadas na temporada. Além disso fez 2 pole-positions e cravou 7 melhores voltas durante o ano.
Na mesma temporada, Erik ainda realizou testes com as equipes Phoenix Competições, Stumpf Preparações e Arias Motorsport, pilotando os carros Volkswagen Gol, Chevrolet Prisma e Ford Ka do Campeonato Paulista de Marcas.

### Sprint Race Brasil
Na temporada 2017 migrou para a Sprint Race Brasil.  Erik pilotou um protótipo de chassis tubular com motor V6 3.6L de 270cv, câmbio sequencial com powershift e uma carenagem em fibra, carro antigamente usado na Copa Super Clio. Erik disputou pela categoria PRO, divisão para pilotos profissionais.
Durante a temporada conquistou 1 vitória e 7 pódios, além de ter disputado o título da categoria até a última etapa do campeonato em seu ano de estreia. Erik foi vice-campeão da divisão Rookie da categoria.

### Stock Car Light
Em 2018 entrou na Stock Car Light. Erik pilotou um Stock Car de chassis tubular com motor Chevrolet V8 5.7L de 350cv, câmbio sequencial e uma carenagem padrão em fibra. Disputou sua primeira temporada pela equipe TMG Light Team e a segunda pela KTF Sports.
Ao todo conquistou 12 TOP3 pela divisão Rookie, foi vice-campeão da divisão na temporada 2019 e levou à KTF o título do campeonato de equipes no mesmo ano.
Ao longo das duas temporadas, Erik ainda realizou testes com as equipes Mottin Racing, L3 Motorsports, RZ Motorsport, TMG Racing e KTF Sports, pilotando os carros Chevrolet Cruze, Peugeot 307 e Chevrolet Sonic da Stock Car.

### Lamborghini Super Trofeo Europe
Em 2020 deu início a sua carreira internacional, através do Campeonato Lamborghini Super Trofeo Europe. Erik pilotou um Lamborghini Huracán Super Trofeo EVO da equipe Italiana Bonaldi Motorsport. O carro de Gran Turismo possuía um chassis híbrido de fibra de carbono com alumínio e um motor V10 aspirado de 5.2L e 620cv. Contava com uma transmissão X-Trac sequencial, TCS e ABS. O campeonato era monomarca, subsidiado pela Lamborghini. O evento fazia suporte para o GT World Challenge, antigo Blancpain GT Series e FIA GT. Consequentemente, acompanhava o maior campeonato de Gran Turismo do mundo e fazia parte de alguns dos maiores eventos automobilísticos existentes. Erik disputou pela divisão PRO, categoria para pilotos profissionais.

### Campeonato Brasileiro de Endurance
Em 2022 voltou ao Brasil para disputar o Campeonato Brasileiro de Endurance. Erik pilotou o Protótipo Sigma P1, preparado pelas equipes FTR Motorsport e Scuderia Chiarelli. O carro possuía linhas e proporções de protótipos LMP e contava com um chassis tubular de aço e carenagem fechada. Possuía um motor Chevrolet LS3 V8 7.0L com potência máxima de 700cv, transmissão sequencial, TCS, ABS e um sistema de redução de arrasto, composto por asas dianteiras e traseiras móveis, além de pesar apenas 940kg. O campeonato era a maior competição nacional de provas de longa distância, com corridas de 4h de duração. Também contava com os carros de corrida mais rápidos do Brasil, entre protótipos e carros de GT. Erik disputou pela divisão P1, a principal da categoria.
Erik também realizou testes com o Audi RS3 LMS TCR da equipe Cobra Racing Team, do campeonato TCR South America.

### Copa Hyundai HB20
Em 2024 fez sua estreia na Copa Hyundai HB20. Erik pilotou um Hyundai HB20 R-Spec preparado pela equipe H. Racing Garage junto com a Hyundai Brasil. O carro possuía um motor de 4 cilindros 1.6L de 160cv, câmbio sequencial de 6 marchas e pesava 870kg. Contava também com pneus radiais e tração dianteira. O camepeonato era monomarca e tinha equipe única.